# Charlotte-Frédérique de Mecklembourg-Schwerin
Charlotte-Frédérique de Mecklembourg-Schwerin (Charlotte Friederike en allemand, Charlotte Frederikke en danois) est une princesse allemande née le 4 décembre 1784 à Ludwigslust et morte le 13 juillet 1840 à Rome. Fille du grand-duc Frédéric-François Ier de Mecklembourg-Schwerin, elle est la première femme du futur roi Christian VIII de Danemark.

## Biographie

### Premières années

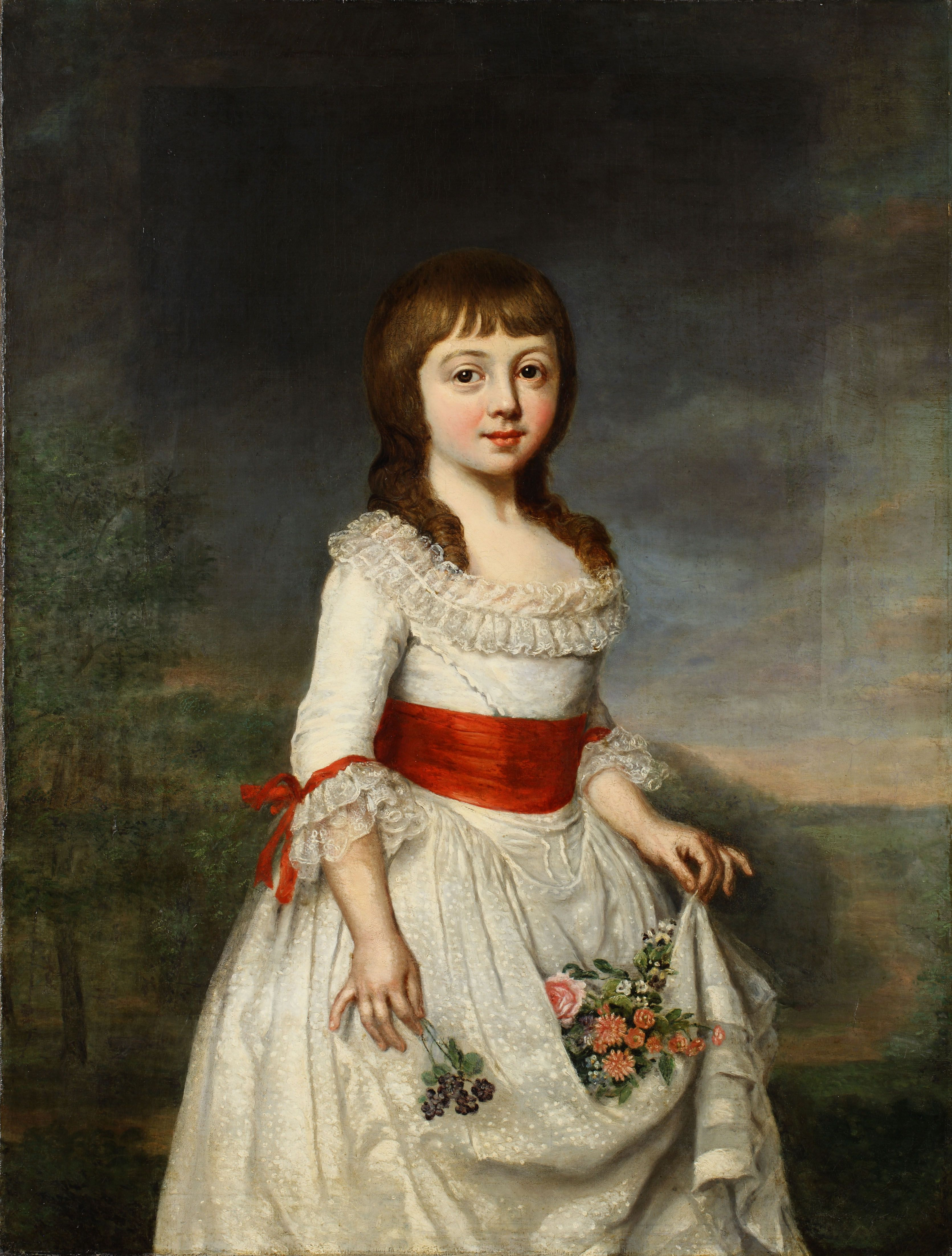
Portrait d'enfance de Charlotte-Frédérique en tant que duchesse de Mecklembourg, réalisé par Lisiewski.

La duchesse Charlotte-Frédérique de Mecklembourg voit le jour le 4 décembre 1784 à Ludwigslust dans le Mecklembourg. C'est le cinquième des six enfants du futur grand-duc Frédéric-François Ier de Mecklembourg-Schwerin et de son épouse Louise de Saxe-Gotha-Altenbourg.
La duchesse Charlotte-Frédérique grandit avec ses frères et sœurs à la cour de ses parents dans le Mecklembourg. C'est une enfant vive, qui n'est jamais inquiétée par des éducateurs stricts, fait ce qui lui convient sans formalités, trouve des amis parmi les domestiques et s'habille de vêtements bariolés, contrairement aux coutumes de l'époque.

### Union avec Christian de Danemark

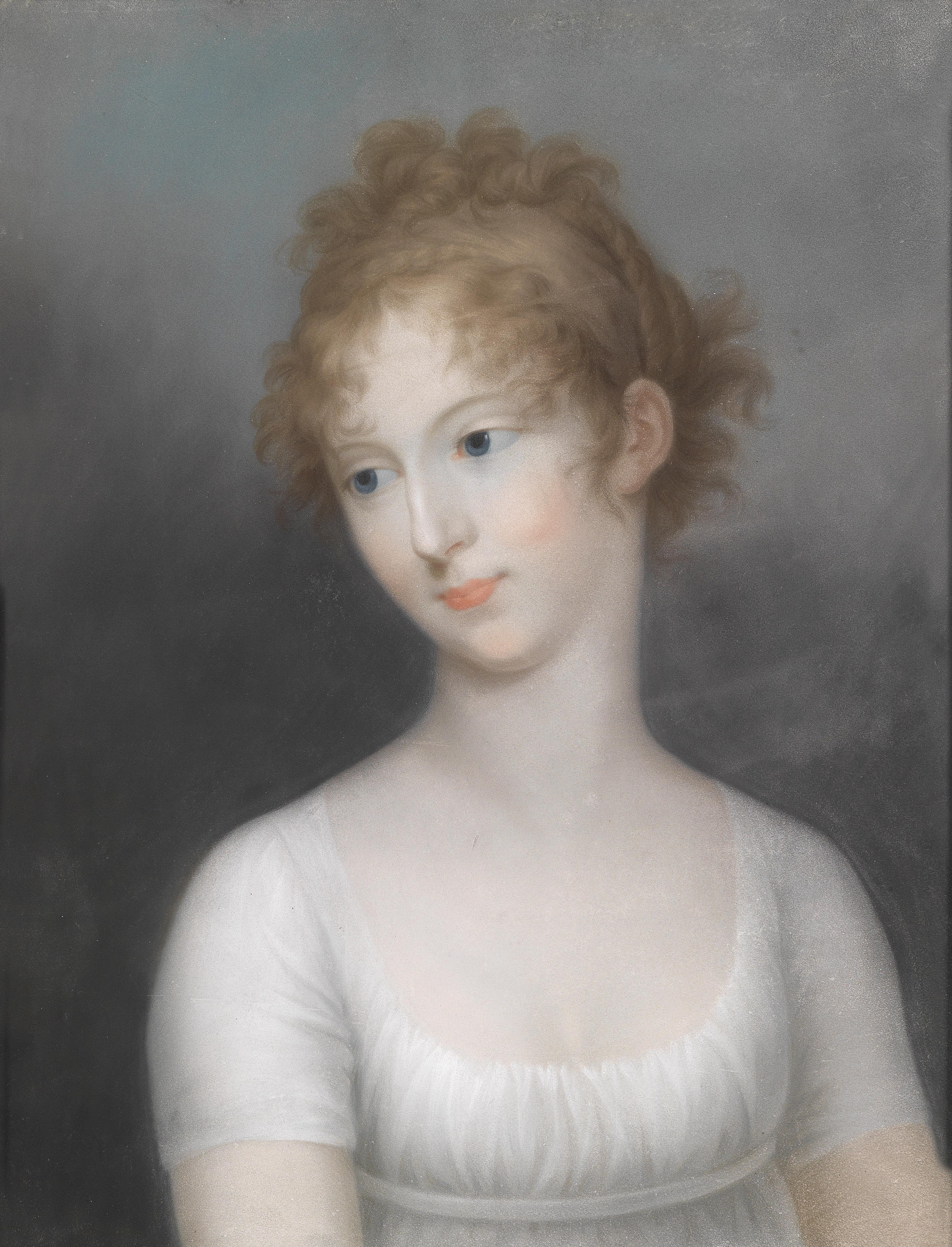
Portrait de Charlotte-Frédérique par Friedrich Erhard Wagener (1804).

Lors d'un grand voyage en Allemagne en 1804, le prince Christian-Frédéric de Danemark, fils du prince héritier Frédéric et petit-fils du roi Frédéric V, séjourne longtemps à la cour de son oncle à Schwerin, où il tombe amoureux de Charlotte-Frédérique. Ils sont cousins germains : le père de Charlotte-Frédérique est le frère de Sophie-Frédérique, la mère de Christian. Leur mariage a lieu le 21 juin 1806 à Ludwiglust.

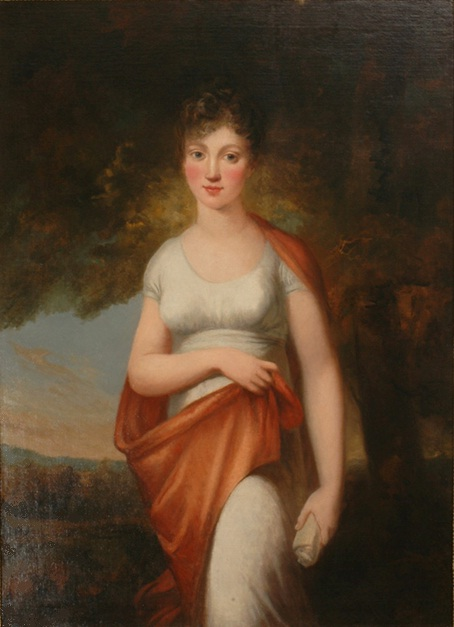
Portrait de Charlotte-Frédérique par Breda (1806).

Le jeune couple s'installe d'abord au château de Plön (de) dans le duché de Holstein, où, le 8 avril 1807, Charlotte-Frédérique donne naissance à leur premier enfant, un fils Christian-Frédéric, qui meurt le jour même de sa naissance
À partir de 1808, le couple vit à Copenhague, où il s'installe au palais Levetzau, un hôtel particulier rococo qui fait partie du complexe palatiale d'Amalienborg dans le quartier de Frederiksstaden au centre de Copenhague. Ici, le 6 octobre 1808, Charlotte-Frédérique donne naissance au seul enfant survivant du couple, le prince Frédéric-Carl-Christian, futur roi Frédéric VII, qu'elle appelle Frits tout au long de sa vie. Comme résidence d'été, la petite famille bénéficie du plus petit et élégant palais de Sorgenfri, située sur les rives du petit fleuve Mølleåen à Kongens Lyngby (da) au nord de Copenhague.
Néanmoins, leur vie conjugale est problématique. La princesse Charlotte-Frédérique est décrite comme très belle pendant sa jeunesse, mais est aussi considérée capricieuse, frivole et mythomane, qualités dont on dit plus tard qu'elles se reproduisent chez son fils, Frédéric VII.

### Divorce et exil

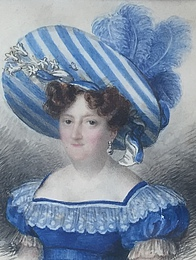
Portrait de Charlotte-Frédérique (1822).

Le mariage malheureux se conclut par un divorce prononcé le 31 mars 1810. Elle est répudiée après que son mari le roi a eu vent d'une liaison qu'elle entretiendrait avec son professeur de musique, Jean Baptiste Édouard Du Puy. La princesse passe la fin de sa vie en Italie, où, en 1830, elle se convertit au catholicisme.
Elle meurt en 1840 à Rome à l'âge de cinquante-cinq ans.

### Disparition de sa dépouille
Sa dépouille aurait été inhumée dans le cimetière teutonique du Vatican.
En juillet 2019, des fouilles sont effectuées dans son tombeau et celui adjacent de la princesse Sophie de Hohenlohe pour rechercher les restes d'Emanuela Orlandi. Cependant, les deux tombeaux sont retrouvés vides.